# Balassa Ferenc (bán, ?–1526)
Gyarmati Balassa Ferenc (? – Mohács, 1526. augusztus 29.) horvát–dalmát és szlavón bán.

## Élete
Mátyás király özvegyének, Beatrixnak a familiárisa volt. 1492–1494-ig szörényi bán. Harmadik házasságával, terebesi Perényi Orsolya hozományával Erdélyben jelentős vagyonhoz jutott (Diód, Léta). 1504–1505-ben Both Andrással együtt töltötte be a horvát–dalmát és szlavón báni tisztséget. Az 1505. évi rákosi országgyűlésen az ország bárói között szerepelt. 1512-ben a királyi könnyűfegyveresek kapitánya, 1513-ban májustól októberig jajcai bán volt. 1519-től haláláig Nógrád vármegye ispánja. 1524-ben jelentős összegeket adott kölcsön a királyi udvarnak. A mohácsi csatában esett el.

## Családja
Három felesége volt:
1. Horvát Damján bán lánya
2. Ficsór Margit
3. 1501-től: terebesi Perényi Orsolya, Perényi Istvánnak és Ujlaky Orsolyának (Ujlaky Miklós bosnyák király gyermekének) lánya, Dengelegi Pongrác Mátyás özvegye.

### Gyermekei
- Imre (?-?) erdélyi vajda 1538[2]–1540 között
- Zsigmond (?-1559) Borsod vármegye főispánja, diósgyőri várnagy (Balassa II. Zsigmond)
- Menyhért (~1511-1568) Hont és Bars vármegyék főispánja, dunáninneni országos főkapitány
- János (1518-1577)

János nevű fiától születő unokája Balassi Bálint.